# کالووانه
کالووانه (به لاتین: Kaluwane) یک منطقهٔ مسکونی در سری‌لانکا است که در استان مرکزی (سری‌لانکا) واقع شده‌است.